# Ландкварт (регион)
Регион Ландкравт (нем. Region Landquart, итал. Regione Landquart) — регион швейцарского кантона Граубюнден, учрежденный 1 января 2016 года в результате региональной реформы кантона Граубюнден. Был образован из бывшего округа Бернина, за исключением коммуны Хальденштайн, переданного к региону Плессур.
Административный центр находится в коммуне Ландкварт.

## География
Самой высокой точкой региона считается гора Шесаплана (2 964 м).
Через регион Ландкварт протекает река Рейн, а также её правый приток — Ландкварт.
Регион граничит с регионами Плессур на юге, Преттигау-Давос на востоке, Австрией (федеральная земля Форарльберг) и Лихтенштейном (общины Бальцерс и Тризен) на севере и кантоном Санкт-Галлен (избирательные округа Верденберг и Зарганзерланд  на западе.

## Административное деление
Регион Плессур состоит из 8 муниципалитетов.
| № | Герб | Название   | Население | Площадь на км² |
| - | ---- | ---------- | --------- | -------------- |
| 1 |      | Триммис    | 3391      | 42,87          |
| 2 |      | Унтервац   | 2600      | 27,72          |
| 3 |      | Флеш       | 855       | 19,94          |
| 4 |      | Енинс      | 938       | 10,54          |
| 5 |      | Майенфельд | 3141      | 32,33          |
| 6 |      | Маланс     | 2506      | 11,4           |
| 7 |      | Ландкварт  | 9153      | 18,86          |
| 8 |      | Цицерс     | 3545      | 11,01          |